# Noch ist Polen nicht verloren (Theaterstück)
Noch ist Polen nicht verloren ist der Titel einer Komödie, die der ungarische Dramatiker Melchior Lengyel für seinen Freund Ernst Lubitsch schrieb. Lubitsch verfilmte den Stoff 1942 unter dem Titel Sein oder Nichtsein. Das Drehbuch für die Theaterfassung, die unter dem Titel „Noch ist Polen nicht verloren“ erschien, stammt von Jürgen Hofmann. Mit den Worten „Noch ist Polen nicht verloren“ beginnt die polnische Nationalhymne.
2009 wurde das Drehbuch erneut übersetzt und eine neue Theaterfassung geschrieben, welche unter dem Namen „Sein oder Nichtsein“ erschien. Nach einem dreijährigen Holdback der Fassung „Sein oder Nichtsein“, die eine Exklusivität im deutschen Sprachraum gewährte, kann seit November 2011 wieder die Hofmann-Fassung „Noch ist Polen nicht verloren“ gespielt werden.  

## Inhalt des Stücks
Das Stadttheater Posen wird 1939 mitten in den Proben zu Gestapo, einer Parodie auf Adolf Hitler, von der Besetzung Polens durch die Wehrmacht überrascht. Aus Angst vor Provokationen verbietet die polnische Regierung die Inszenierung und setzt stattdessen Hamlet auf den Spielplan. Josef Tura freut sich, auf der Bühne wieder als Hamlet glänzen zu können. Doch eigenartig ist, dass immer in seinem wichtigsten Monolog bei den Worten Sein oder Nichtsein ein junger Fliegerleutnant den Saal verlässt.
Bald schwant Tura, dass dieser junge Mann zu seiner Frau Maria in die Garderobe eilt. Fliegerleutnant Stasnik ist jedoch nicht nur der geborene Charmeur, sondern auch aktiver Kämpfer im polnischen Untergrund. Mit Ausbruch des Krieges wird das Posener Stadttheater Keimzelle einer Widerstandsgruppe. Als die deutsche SS im Theater spioniert, um Widerstandskämpfer aufzuspüren, erweisen sich die Nazi-Kostüme und das Talent der Schauspieler als überaus nützliche Waffe. Ein wirklicher Kampf um Sein oder Nichtsein beginnt und lässt die Schauspieler über sich selbst hinauswachsen.